# أوكونتو فولز
أوكونتو فولز (ويسكونسن) (بالإنجليزية: Oconto Falls, Wisconsin)‏ هي بلدة و fourth-class city تقع في الولايات المتحدة في مقاطعة أوكونتو (ويسكونسن). يقدر عدد سكانها بـ 2,891 نسمة ومساحتها 7.64 كم2 .

## التركيبة السكانية
قام مكتب تعداد الولايات المتحدة بتحديد بيانات التركيبة السكانية لأوكونتو فولزفي تعداد الولايات المتحدة. في ما يلي، التركيبة السكانية حسب تعدادي 2000 و2010.

### تعداد عام 2000
بلغ عدد سكان أوكونتو فولز 2,843 نسمة بحسب تعداد عام 2000، وبلغ عدد الأسر 1,166 أسرة وعدد العائلات 719 عائلة مقيمة في المدينة. في حين سجلت الكثافة السكانية 1,056.5 نسمة لكل ميل مربع (407.9/كم2). وبلغ عدد الوحدات السكنية 1,231 وحدة بمتوسط كثافة قدره 457.4 نسمة لكل ميل مربع (176.6/كم2).
وتوزع التركيب العرقي للمدينة بنسبة 98.21% من البيض و 0.49% من الأمريكيين الأصليين و 0.35% من الأمريكيين ذوي الأصول الآسيوية و 0.14% من الأمريكيين الأفارقة و 0.70% من عرقين مختلطين أو أكثر.
بلغ عدد الأسر 1,166 أسرة كانت نسبة 32.5% منها لديها أطفال تحت سن الثامنة عشر تعيش معهم، وبلغت نسبة الأزواج القاطنين مع بعضهم البعض 46.6% من أصل المجموع الكلي للأسر، ونسبة 10.5% من الأسر كان لديها معيلات من الإناث دون وجود شريك، وكانت نسبة 38.3% من غير العائلات. تألفت نسبة 32.6% من أصل جميع الأسر من أفراد ونسبة 15.9% كانوا يعيش معهم شخص وحيد يبلغ من العمر 65 عاماً فما فوق. وبلغ متوسط حجم الأسرة المعيشية 2.97، أما متوسط حجم العائلات فبلغ 2.35.
بلغ العمر الوسطي للسكان 37 عاماً. وكانت نسبة 26.4% من القاطنين تحت سن الثامنة عشر، وكانت نسبة 6.7% بين الثامنة عشر والأربعة وعشرون عاماً، ونسبة 28.7% كانت واقعةً في الفئة العمرية ما بين الخامسة والعشرون حتى والأربعة وأربعون عاماً، ونسبة 19.0% كانت ما بين الخامسة والأربعون حتى الرابعة والستون، ونسبة 19.3% كانت ضمن فئة الخامسة والستون عاماً فما فوق. يوجد لكل 100 أنثى 90.8 ذكر، ويوجد لكل 100 أنثى في الثامنة عشر من عمرها فما فوق 85.1 ذكر.
بلغ متوسط دخل الأسرة في المدينة 34,884 دولار، أما متوسط دخل العائلة فبلغ 41,107 دولار. وكان متوسط دخل الذكور 32,386 دولار مقابل 22,616 دولار للإناث. وسجل دخل الفرد الخاص بالمدينة 17,170 دولار. وكانت نسبة 5.9% من العائلات ونسبة 9.5% من السكان تحت خط الفقر، وكان من هؤلاء نسبة 10.7% تحت سن الثامنة عشر ونسبة 12.2% في الخامسة والستين من العمر وما فوق.

### تعداد عام 2010
بلغ عدد سكان أوكونتو فولز 2,891 نسمة بحسب تعداد عام 2010، وبلغ عدد الأسر 1,251 أسرة وعدد العائلات 753 عائلة مقيمة في المدينة. في حين سجلت الكثافة السكانية 1,059.0 نسمة لكل ميل مربع (408.9/كم2). وبلغ عدد الوحدات السكنية 1,333 وحدة بمتوسط كثافة قدره 488.3 لكل ميل مربع (188.5/كم2).
وتوزع التركيب العرقي للمدينة بنسبة 95.9% من البيض و 1.5% من الأمريكيين الأصليين و 0.4% من الأمريكيين ذوي الأصول الآسيوية و 0.1% من الأمريكيين الأفارقة و 1.7% من عرقين مختلطين أو أكثر.
بلغ عدد الأسر 1,251 أسرة كانت نسبة 33.1% منها لديها أطفال تحت سن الثامنة عشر تعيش معهم، وبلغت نسبة الأزواج القاطنين مع بعضهم البعض 40.3% من أصل المجموع الكلي للأسر، ونسبة 14.5% من الأسر كان لديها معيلات من الإناث دون وجود شريك، بينما كانت نسبة 5.4% من الأسر لديها معيلون من الذكور دون وجود شريكة وكانت نسبة 39.8% من غير العائلات. تألفت نسبة 33.5% من أصل جميع الأسر من أفراد ونسبة 12.8% كانوا يعيش معهم شخص وحيد يبلغ من العمر 65 عاماً فما فوق. وبلغ متوسط حجم الأسرة المعيشية 2.81، أما متوسط حجم العائلات فبلغ 2.24.
بلغ العمر الوسطي للسكان 38.1 عاماً. وكانت نسبة 24.5% من القاطنين تحت سن الثامنة عشر، وكانت نسبة 7.8% بين الثامنة عشر والأربعة وعشرون عاماً، ونسبة 26.8% كانت واقعةً في الفئة العمرية ما بين الخامسة والعشرون حتى والأربعة وأربعون عاماً، ونسبة 23.9% كانت ما بين الخامسة والأربعون حتى الرابعة والستون، ونسبة 17.2% كانت ضمن فئة الخامسة والستون عاماً فما فوق. وتوزع التركيب الجنسي للسكان بنسبة 47.7% ذكور و52.3% إناث.